# Ray (Dakota del Nord)
Ray è un centro abitato (city) degli Stati Uniti d'America, situato nella Contea di Williams, nello Stato del Dakota del Nord. Nel censimento del 2000 la popolazione era di 534 abitanti. La città è stata fondata nel 1902.

## Geografia fisica
Secondo i rilevamenti dell'United States Census Bureau, la località di Ray si estende su una superficie di 2,70 km², tutti occupati da terre.

## Popolazione
Secondo il censimento del 2000, a Ray vivevano 534 persone, ed erano presenti 154 gruppi familiari. La densità di popolazione era di 205 ab./km². Nel territorio comunale si trovavano 206 unità edificate. Per quanto riguarda la composizione etnica degli abitanti, il 99,06% era bianco, lo 0,56% era nativo e lo 0,37% apparteneva a due o più razze. La popolazione di ogni razza ispanica corrispondeva allo 0,56% degli abitanti.
Per quanto riguarda la suddivisione della popolazione in fasce d'età, il 23,8% era al di sotto dei 18, il 4,9% fra i 18 e i 24, il 21,9% fra i 25 e i 44, il 29,0% fra i 45 e i 64, mentre infine il 20,4% era al di sopra dei 65 anni di età. L'età media della popolazione era di 45 anni. Per ogni 100 donne residenti vivevano 101,5 maschi.